# 32487 Eschrig
32487 Eschrig este o planetă minoră (asteroid), cu un diametru de 5,393 km, din centura de asteroizi. A fost descoperită pe 2 octombrie 2000 la Stația Anderson Mesa de Lowell Observatory Near-Earth-Object Search. 
Obiectul prezintă o orbită caracterizată de o semiaxă mare de 3,0179547 UAi, o excentricitate de 0,13, o înclinație de 12,21427 ° în raport cu ecliptica.